# Kebonromo
Kebonromo is een bestuurslaag in het regentschap Sragen van de provincie Midden-Java, Indonesië. Kebonromo telt 6441 inwoners (volkstelling 2010).